# Jakov Fak
Jakov Fak (n. 1 august 1987, Rijeka, Republica Socialistă Croația, RSF Iugoslavia) este un biatlonist ce a reprezentat Croația și Slovenia, medaliat olimpic. A participat la 4 ediții ale Jocurilor Olimpice (2010, 2014, 2018, 2022) în care a câștigat o medalie de argint și o medalie de bronz.